# Шавловский, Иван Эдуардович
Иван Эдуардович Шавловский (1856—1916) — русский  учёный в области анатомии, эмбриологии и антропологии, доктор медицины (1891), ординарный профессор (1906), заслуженный профессор (1909). Постоянный член Русского антропологического общества (с 1893).

## Биография
Родился 10 ноября 1856 года в Плоцкой губернии.
Получил образование в Швейцарской высшей технической школе и в 1883 году в Императорскую медико-хирургическую академию был учеником профессора В. Л. Грубера.
С 1884 года на научной и педагогической работе в Императорской военно-медицинской академии в должностях: ассистент, с 1887 по 1893 год — прозектор, с 1893 по 1901 год — приват-доцент кафедры практической анатомии, с 1901 по 1914 год — заведующий кафедрой нормальной анатомии человека. В 1891 году И. Э. Шавловский защитил докторскую диссертацию по теме: «К морфологии вен верхней конечности и шеи», после защиты которой получил учёное звание доктор медицины. В 1901 году назначен  экстраординарным профессором, в 1906 году —  ординарным профессором, в 1909 году ему было присвоено звание — заслуженный профессор ИМХО. 
Одновременно с педагогической работой в Военно-медицинской академии И. Э. Шавловский с 1891 по 1901 год являлся лаборантов физического кабинета и приват-доцентом кафедры зоологии, сравнительной анатомии и физиологии животных Физико-математического факультета Императорского Санкт-Петербургского университета и с 1914 по 1915 год руководил кафедрой анатомии человека Петроградского психоневрологического института. 

### Вклад в развитие анатомии
И. Э. Шавловский занимался вопросами в области изучения анатомии, эмбриологии и антропологии. Помимо основной деятельности являлся председателем Общества анатомии и антропологии при Императорской военно-медицинской академии. Основные научные труды были посвящены в основ вопросам в области антропологии и усовершенствования анатомических и микроскопических методик, был автором более двадцати пяти научных работ. 
В 1897 году  за свою работу «Описание способа приготовления препаратов мозга с помощью формальдегида» И. Э. Шавловский был удостоен премии П. А. Загорского.
Скончался 16 марта 1916 года в Петрограде.